# Giovanni Battista Belluzzi
Pour les articles homonymes, voir Belluzzi.
Giovanni Battista Belluzzi ou Giovanni Battista di Bartolomeo Bellucci dit Giovanbatista San Marino ou encore Il Sanmarino (Saint-Marin, 27 septembre 1506 - Montalcino, 1554), est un architecte italien de la Renaissance.

## Biographie

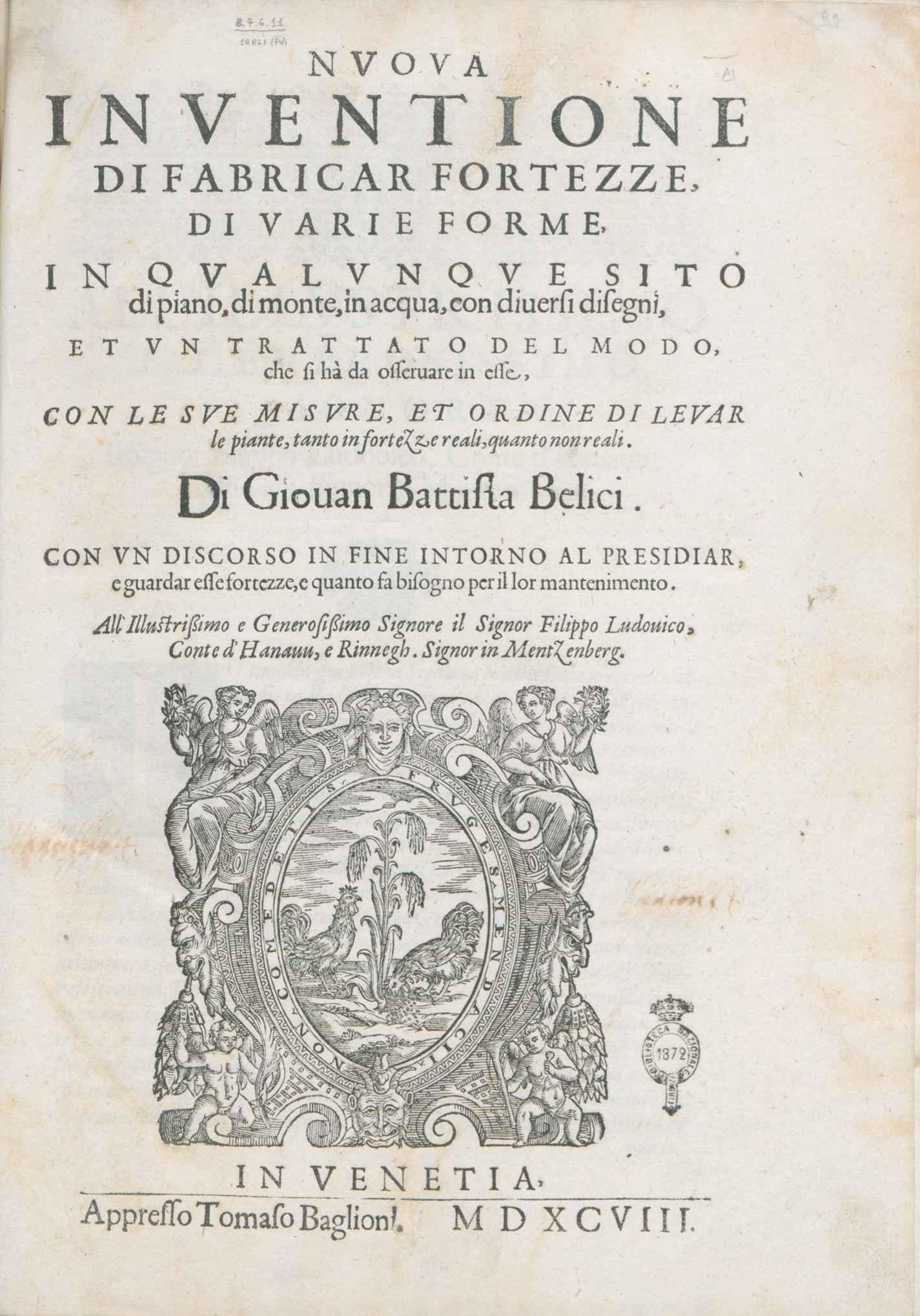
Ouvrage de Belluzzi : Nuova inventione di fabricar fortezze di varie forme (1598). Conservé à la Bibliothèque européenne d’information et culture.

Âgé de 18 ans Giovanni Battista Belluzzi est envoyé par son père à Bologne pour étudier le commerce auprès de Bastiano di Ronco, de la guilde de la laine.
Plusieurs années plus tard, il retourne à Saint-Marin pour travailler dans ce domaine pour son compte. Sa première épouse, Cagli, meurt juste après leur mariage. Il se remarie avec la fille de Girolamo Genga avec qui ils vivent, et auprès de qui Giovanni apprend l'architecture.
En 1541, sa seconde épouse meurt, lui laissant deux enfants à élever.
En 1543, Giovanni entre au service du grand-duc de Toscane Cosme Ier de Médicis comme ingénieur militaire. Il établit les plans de fortifications pour Florence, Pistoia, Pise et San Miniato. Il écrit également un livre sur l'architecture militaire.
Il est capturé pendant le siège de Montalcino et est tué par l'ennemi dans la forteresse de Aiuola.